# دیلدو، نیوفاندلند و لابرادور
دیلدو (به انگلیسی: Dildo) یک شهرک در کانادا است که در نیوفاندلند و لابرادور واقع شده‌است. دیلدو ۱٬۱۹۸ نفر جمعیت دارد.

## نگارخانه

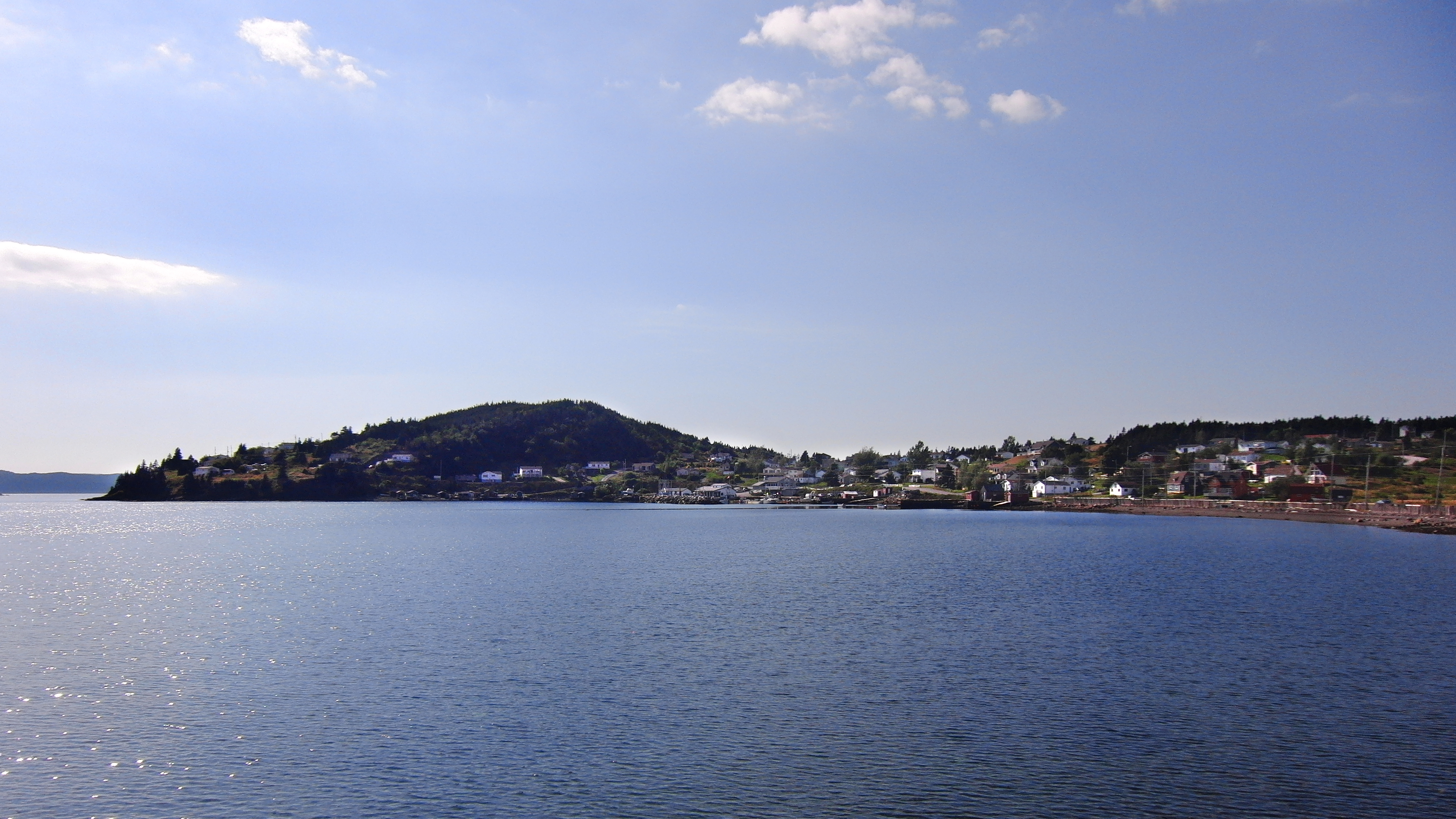
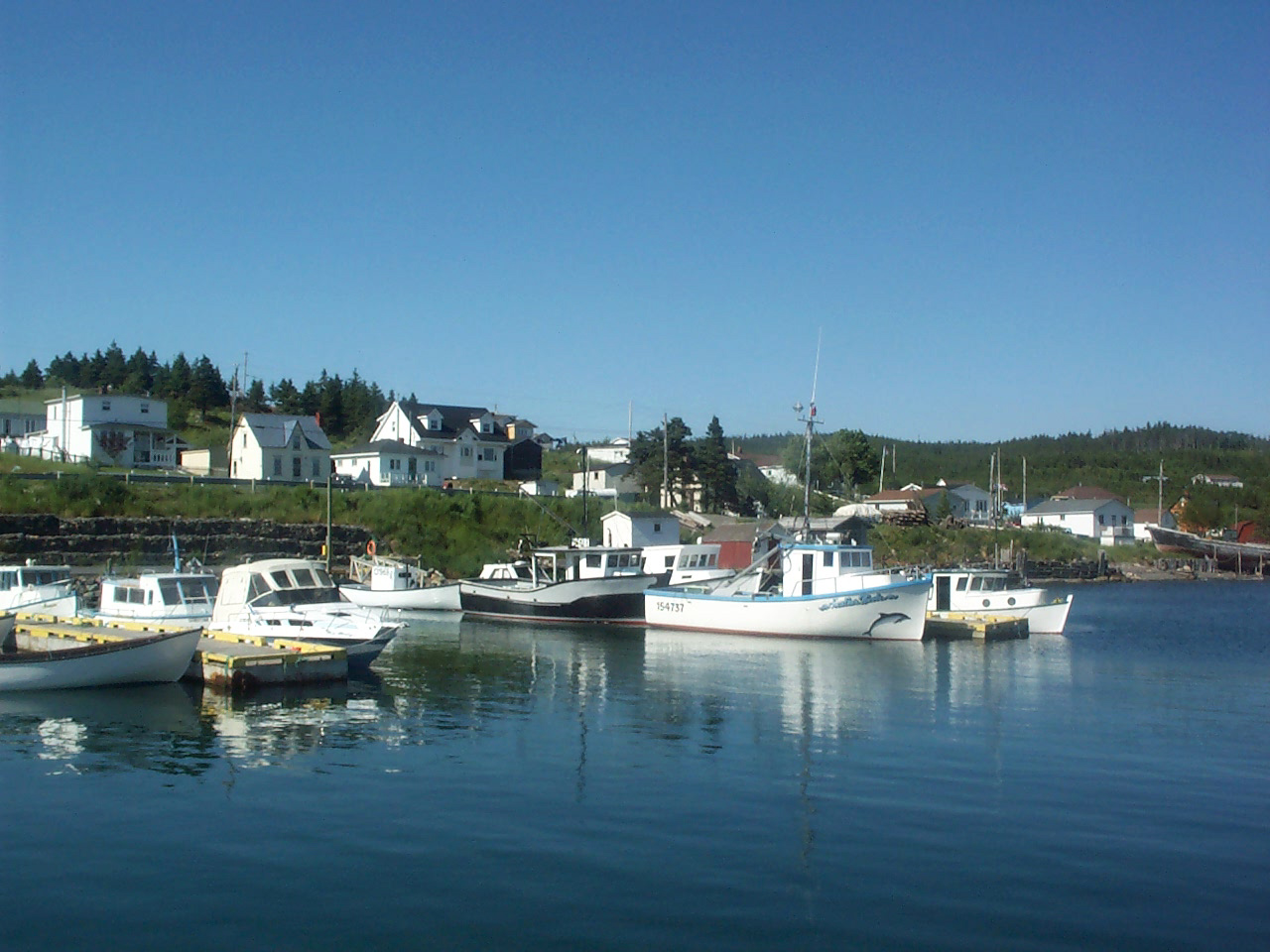
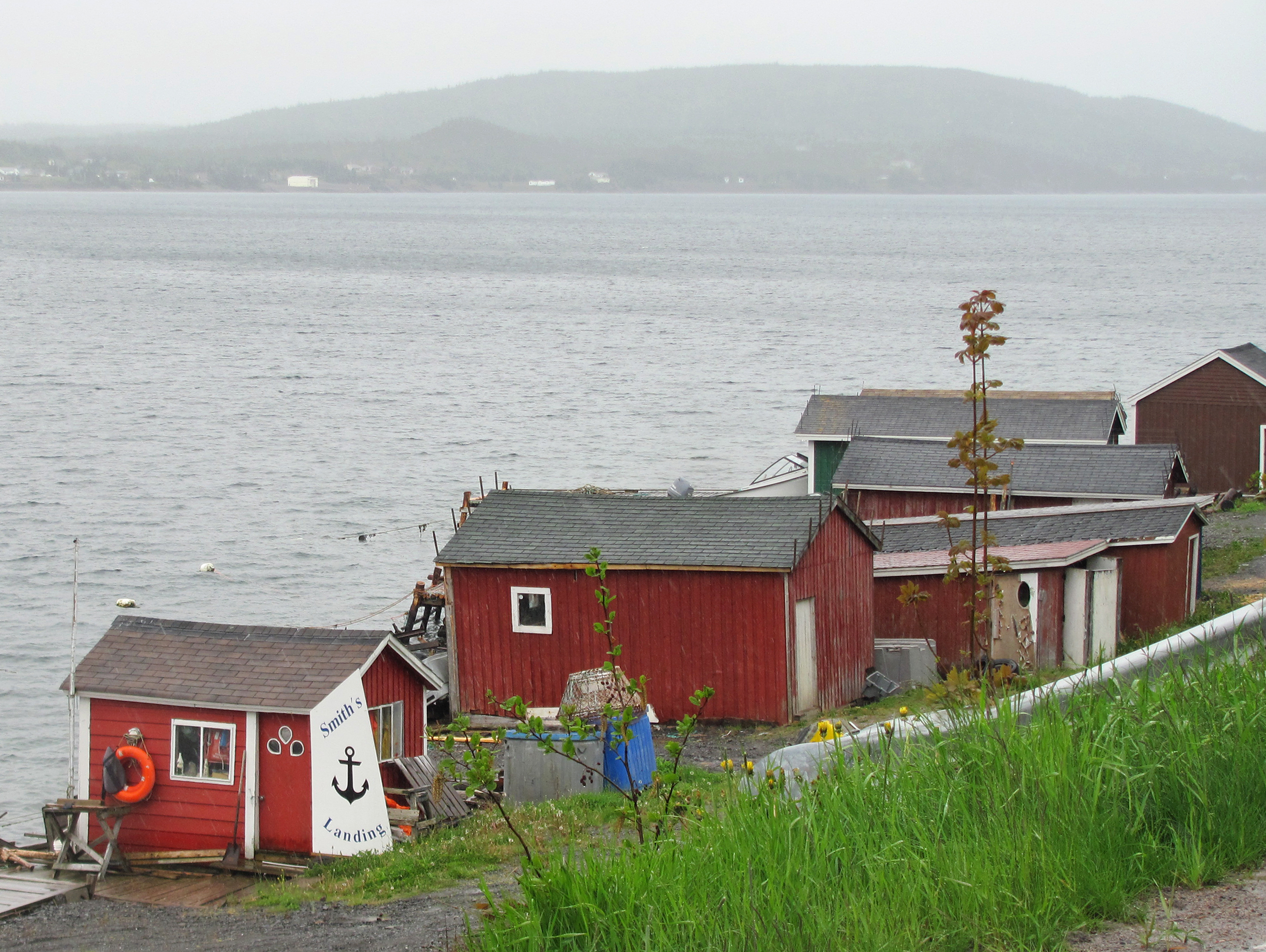
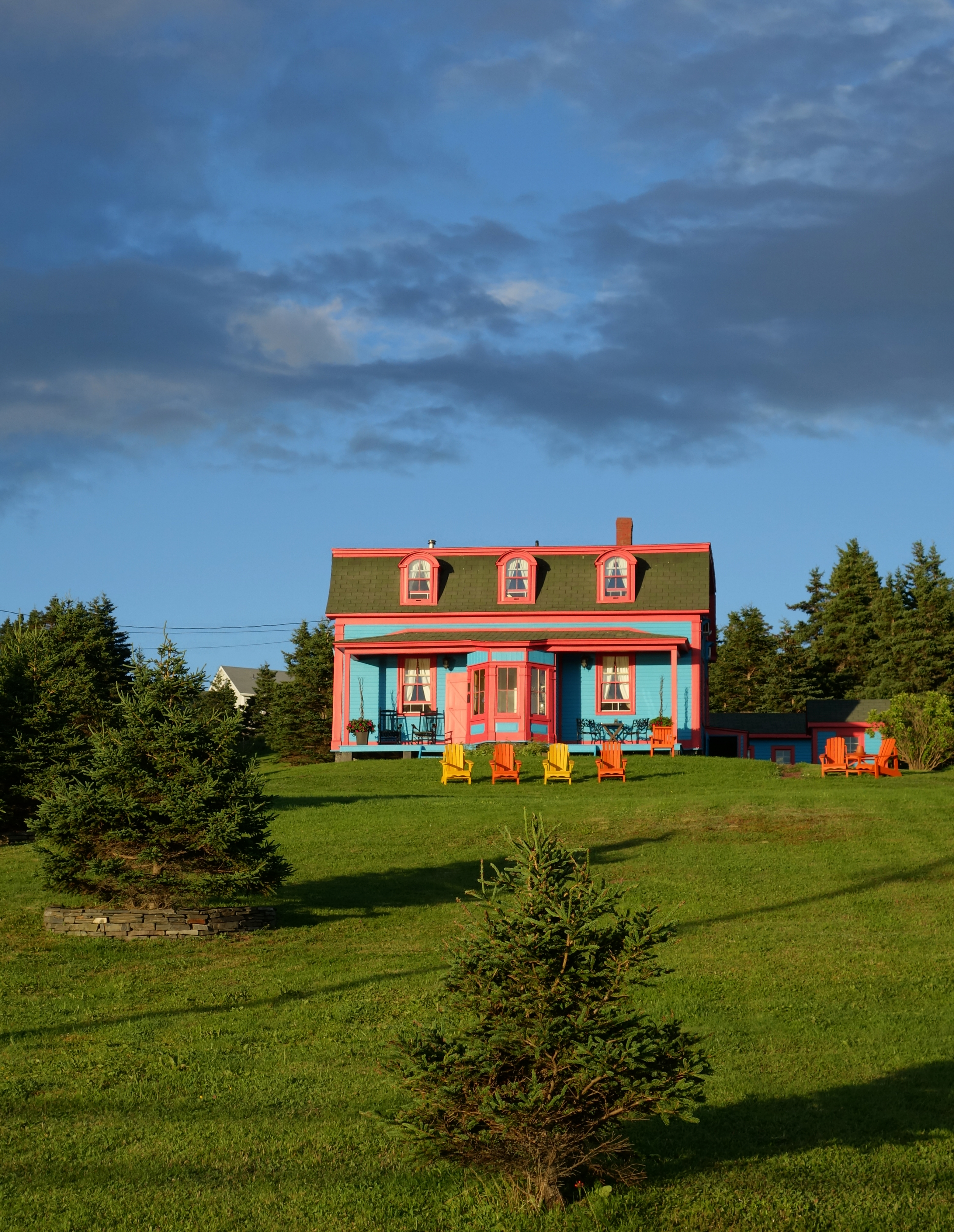